# Kue bangkit
Kue bangkit es una galleta (kuih) pequeña  de la gastronomía malaya hecha con almidón de sagú, que se encuentra comúnmente entre las comunidades malayas de Brunéi, Indonesia, Malasia y Singapur. Esta galleta tiene varios colores, que van desde el blanco, el amarillento hasta el marrón, dependiendo de los ingredientes adicionales.
En Indonesia, kue bangkit está asociado con la comunidad malaya de las provincias de Riau y las islas Riau. Mientras que en Brunéi, Malasia y Singapur, se asocia tanto con las comunidades malayas como con las chinas. Es una de las galletas tradicionales típicas que se consumen a menudo durante Hari Raya y el Año Nuevo chino.

## Etimología
Esta galleta de coco y sagú se llama kue bangkit en Indonesia y kuih bangkit en Malasia y Singapur. El término bangkit en idioma malayo significa «subir», y se refiere al hecho de que la galleta se expande el doble después de hornearse.

## Ingredientes
Los ingredientes del kuih consisten en almidón de sagú o tapioca, leche de coco espesa, azúcar, yemas de huevo, hojas de pandan, margarina y sal. A veces se utiliza extracto de vainilla y gula aren (azúcar de palma) para cambiar el aroma.
La textura del kue bangkit es muy crujiente y tiende a ser quebradiza. La masa se moldea utilizando pequeños moldes de galletas y posteriormente las galletas se hornean utilizando el horno. Tiene un sabor dulce y salado.

## Variaciones
En Singapur, McDonald's lanzó ediciones de McFlurry, sundae y helado suave inspirados en el sabor de la galleta.